# (721) Tabora
(721) Tabora ist ein Asteroid des Hauptgürtels, der am 18. Oktober 1911 vom deutschen Astronomen Franz Kaiser in Heidelberg entdeckt wurde.
Benannt wurde der Asteroid nach dem Ozeanriesen Tabora, den die Teilnehmer einer astronomischen Tagung besichtigt hatten.

## Trivia
Der Name des Asteroiden wurde 1945 verwendet für die Taufe des US-amerikanischen Angriffsfrachtschiffs (Attack Cargo Ship) der Artemis-Klasse USS Tabora (AKA-45).